# Gabriels
Gabriels — британсько-американський гурт, заснований у 2016 році. Гурт базується в Лос-Анджелесі. До складу гурту входять Джейкоб Ласк (Jacob Lusk), Раян Хоуп (Ryan Hope), Арі Балузіан (Ari Balouzian). У січні 2023 року радіо BBC Radio 1 оголосило переможців «Sound of… 2023», гурт Gabriels посів п'яте місце.

## Формування
У 2016 році Хоуп і Балузіан разом працювали над фільмом і шукали хор для саундтреку, коли натрапили на роботу Ласка. У той час Луск керував аматорським хором. Раніше Ласк з'являвся на American Idol у 2011 році та співав у супроводі Даяни Росс і Гледіс Найт, але це залишилось непоміченим Хоупом і Балузіаном. Вони попросили Луска прийти до музичної студії Хоупа в Палм-Спрінгс, але він відмовився. Тоді Хоуп і Балузіан розташували біля церкви Ласка пересувну студію звукозапису.
Гурт названий на честь авеню St. Gabriels, вулиці в Сандерленді, Англія, на якій виріс Раян Хоуп.
Музика гурту Gabriels була класифікована як госпел, ду-воп, джаз, R&B, соул.

## Кар'єра
У червні 2021 року вийшов дебютний міні-альбом гурту Gabriels, Love and Hate in a Different Time. Елтон Джон назвав цей альбом «одним із найзначніших записів, які я чув за останні 10 років». Їхній другий міні-альбом, Blame, вийшов у листопаді 2021 року.
У серпні 2021 року вони підписали контракт із великими лейблами, Elektra Records у США та Parlophone у Великій Британії.
Навесні 2022 року гурт гастролював зі співачкою Celeste. У червні 2022 року гурт Gabriels виступав на фестивалі Glastonbury Festival.
Перша частина їхнього дебютного альбому, Angels & Queens, була випущена у 2022 році і була описана The Independent як «зворушлива» та «справжня емоційна глибина». Стаття у Guardian отримала заголовок: «Angels and Queens Part One — чи може це стати альбомом року?». Друга частина альбому вийшла 7 липня 2023 року.
На церемонії Brit Awards 2023, гурт був номінований у категорії «International group of the year».
У квітні 2023 року гурт Gabriels виступав на 22-му фестивалі музики та мистецтв Coachella.

## Дискографія

### Студійні альбоми
| Назва                         | Інформація про альбом                                                      | Пікові позиції в чартах | Пікові позиції в чартах |
| Назва                         | Інформація про альбом                                                      | SCO                     | UK                      |
| ----------------------------- | -------------------------------------------------------------------------- | ----------------------- | ----------------------- |
| Angels &amp; Queens — Part I  | - Реліз: 30 вересня, 2022 - Лейбл: Atlas Artists - Формат: CD, LP, digital | 8                       | 25                      |
| Angels &amp; Queens — Part II | - Реліз: 7 липня, 2023 - Лейбл: Atlas Artists - Формат: CD, LP, digital    | —                       | 3                       |